# Capraia
Capraia je talijanski otok koji se nalazi u Toskanskom otočju. Na otoku, koji administrativno odgovara općini Capraia Isola, danas živi manje od 400 stanovnika.

## Zemljopis
Otok Capraia nalazi se između Cap Corsea na sjeveru Korzike i talijanskog kopna. Otok je vulkanskog porijekla, a nastao je prije devet milijuna godina. Današnji izgled otoka je brdovit, s najvišim vrhom Monte Castello koji je visok 447 m. Obala otoka sastoji se većinom od litica s rijetkim uvalama.

## Povijest
U grčko vrijeme je otok bio poznat kao Aegylon (Αηγυλον), a u rimsko kao Capraria.
U srednjem vijeku je otok bio baza saracenskim gusarima, nakon čega je njime gospodarila Pisa. Nakon bitke kod Melorije otok je pripao Genovi. Iako je Capraia upravno pripadala Korzici, otok nije nakon 1768. pripao Francuskoj, nego je i dalje ostao u vlasništvu Genove.
Nakon talijanskog ujedinjenja, otok je do 15. studenog 1925. ostao dio pokrajine Genove, nakon čega je pripao Toskani.  Od Drugog svjetskog rata do 1986. je dio otoka bio kažnjenička poljoprivredna kolonija.
Najveći dio otoka, osim manjeg mjesta Porto Vecchio sa stotinjak stanovnika, od 1989. pripada Nacionalnom parku Toskansko otočje.

## Vanjske poveznice
|  | Zajednički poslužitelj ima još gradiva o temi Capraia |

- Turističke informacije